# Szkoła ukraińska polskiego romantyzmu
Szkoła ukraińska polskiego romantyzmu (Ukraińska szkoła poetów) – określenie dziewiętnastowiecznej grupy polskich poetów i pisarzy romantycznych, urodzonych na Ukrainie Prawobrzeżnej – wcielonej do Imperium Rosyjskiego po rozbiorach Rzeczypospolitej.
Do „szkoły ukraińskiej” należeli: Antoni Malczewski, Seweryn Goszczyński, Aleksander Groza, Józef Bohdan Zaleski, oraz Michał Grabowski. Czasem wymienia się również Michała Czajkowskiego, a także polskojęzyczne prace polsko-ukraińskiego poety i kompozytora Tomasza Padurry. Ważną postacią – inspiratorem, mecanasem i przyjacielem dla wielu przedstawicieli szkoły – był Wacław Seweryn Rzewuski. Teoretyczne podstawy grupy ustalili natomiast Aleksander Tyszyński i Michał Grabowski w książce O szkole ukraińskiej poezji (1840). Początki nurtu szkoły ukraińskiej sięgają lat 1816–1819, kiedy to w gimnazjum bazylianów w Humaniu zetknęli się Goszczyński, Grabowski i Zaleski.
Część krytyków literackich zalicza do tej szkoły twórczość Juliusza Słowackiego i Józefa Ignacego Kraszewskiego. U Juliusza Słowackiego motywy ukraińskie są najbardziej widoczne w utworach Sen srebrny Salomei, Duma ukraińska, Duma o Wacławie Rzewuskim. Natomiast Józef Ignacy Kraszewski opublikował szereg powieści ludowych związanych z Ukrainą: Historia Sawki, Ulana, Ostap Bondarczuk, Budnik, Chata za wsią, Jermoła. W XX wieku tradycje szkoły kontynuował Józef Łobodowski.
Poeci „szkoły ukraińskiej” charakteryzowali się podejmowaniem tematów z dziejów i kultury ludowej Ukrainy, nawiązaniami do ukraińskiego krajobrazu (częste przywoływanie obrazu stepów) i folkloru, bliskowschodniego orientalizmu, fascynacją pogaństwem oraz bajroniczną kreacją Kozaka. Ukształtowali mit Ukrainy, której rolę w historii i kulturze polskiej porównywano do roli Szkocji w kulturze angielskiej (Maurycy Mochnacki).
Michał Grabowski w 1837 wyróżniał w szkole ukraińskiej trzy nurty. Jego zdaniem Goszczyński opisywał dziką i krwawą Ukrainę hajdamacką z okresu koliszczyzny, Zaleski – barwną i rycerską Ukrainę kozacką, Malczewski – Ukrainę polską, szlachecką. Zdaniem Wiesława Ratajczaka mit Ukrainy miał dwie wersje – jaśniejszą, akcentującą tradycję rycerską Rzeczypospolitej (m.in. Józef Bohdan Zaleski, Wincenty Pol), i ciemniejszą, pesymistyczną (m.in. Antoni Malczewski, Seweryn Goszczyński).
Najważniejsze dzieła:
- Maria Antoniego Malczewskiego
- Zamek kaniowski Seweryna Goszczyńskiego
- Powieści kozackie Michała Czajkowskiego